# Rue Jacques-Callot
Rue Jacques-Callot je ulice v Paříži. Nachází se v 6. obvodu.

## Poloha
Ulice vede od křižovatky s Rue Mazarine a Rue Guénégaud a končí u Rue de Seine. Ulice je orientována z východu na západ.

## Historie
Ulice byla otevřena v roce 1912 na místě bývalé pasáže Pont-Neuf vystavěné roku 1823. Ulice nese jméno francouzského kreslíře a rytce Jacquese Callota (1592-1635).

## Významné stavby
- Dům č. 1: sídlo École nationale supérieure d'architecture de Paris-Malaquais a École nationale supérieure des beaux-arts
- Dům č. 18: restaurace La Palette je chráněná jako historická památka
- socha Vénus des Arts z roku 1992, kterou vytvořil umělec Arman